# Cerdedo-Cotobade
Cerdedo-Cotobade (Spanisch: Cerdedo-Cotobad) ist eine galicische Gemeinde in der Provinz Pontevedra im Nordwesten Spaniens mit 5.705 Einwohnern (Stand: 2024).

## Geografie
Die Gemeinde grenzt an Campo Lameiro, A Estrada, Forcarei, A Lama, Ponte Caldelas und Pontevedra.

## Geschichte
Die Gemeinde ist aus der Fusion der Gemeinden Cerdedo und Cotobade am 22. September 2016 entstanden.

## Bevölkerungsentwicklung der Gemeinde
Legende: Cotobade___Cerdedo___Cerdedo-Cotobade

## Gemeindegliederung
Die Gemeinde Cerdedo-Cotobade ist in 21 Parroquias gegliedert:
| Parroquias         | Patrozinium  | Einwohner 2024 | Fläche km² | Dichte Einw./km² | Höhe msnm | Ortskennzahl |
| ------------------ | ------------ | -------------- | ---------- | ---------------- | --------- | ------------ |
| Aguasantas         | Santa María  | 315            | 12,00      | 26               | 417       | 36902010000  |
| Almofrei           | San Lourenzo | 291            | 2,29       | 127              | 215       | 36902020000  |
| Borela             | San Martiño  | 380            | 15,17      | 25               | 384       | 36902030000  |
| Carballedo         | San Miguel   | 326            | 10,39      | 31               | 385       | 36902040000  |
| Caroi              | Santiago     | 98             | 13,07      | 7                | 600       | 36902050000  |
| Castro             | Santa Baia   | 100            | 8,31       | 12               | 463       | 36902060000  |
| Cerdedo            | San Xoán     | 603            | 26,60      | 23               | 368       | 36902070000  |
| Corredoira         | San Gregorio | 111            | 8,78       | 13               | 536       | 36902080000  |
| Figueiroa          | San Martiño  | 115            | 9,37       | 12               | 0         | 36902090000  |
| Folgoso            | Santa María  | 106            | 4,70       | 23               | 446       | 36902100000  |
| Loureiro           | Santiago     | 146            | 9,93       | 15               | 484       | 36902110000  |
| Parada             | San Pedro    | 26             | 2,94       | 9                | 517       | 36902120000  |
| Pedre              | Santo Estevo | 117            | 5,23       | 22               | 380       | 36902130000  |
| Quireza            | San Tomé     | 297            | 16,21      | 18               | 431       | 36902140000  |
| Rebordelo          | San Martiño  | 133            | 6,72       | 20               | 365       | 36902150000  |
| Sacos              | Santa María  | 224            | 15,20      | 15               | 0         | 36902170000  |
| San Xurxo de Sacos | San Xurxo    | 468            | 12,68      | 37               | 0         | 36902160000  |
| Tomonde            | Santa María  | 106            | 6,48       | 16               | 518       | 36902190000  |
| Tenorio            | San Pedro    | 1.121          | 15,20      | 74               | 149       | 36902180000  |
| Valongo            | Santo André  | 107            | 4,65       | 23               | 444       | 36902200000  |
| Viascón            | Santiago     | 497            | 8,68       | 57               | 246       | 36902210000  |

## Wirtschaft
| Ackerbau, Viehzucht und Fischerei                                                  | 0121  | 06,15  |
| Industrie                                                                          | 0262  | 013,31 |
| Bauwirtschaft                                                                      | 0213  | 010,82 |
| Dienstleistungsbetriebe                                                            | 1.372 | 069,72 |
| Total                                                                              | 1.968 | 100,00 |
| * Daten aus dem Statistischen Amt für Wirtschaftliche Entwicklung in Galicien, IGE |       |        |